# Вулиця Авіаторів (Мелітополь)
Вулиця Авіаторів — вулиця в Мелітополі. Йде від 1-го Північного провулка на захід і закінчується на межі міста. Забудована приватними будинками.

## Назва
Назва вулиці може бути пов'язана з Авіамістечком, яке знаходиться в 2 км від провулка.
Паралельно вулиці проходить однойменний провулок Авіаторів.

## Історія
Рішення про найменування проєктної вулиці було прийнято 21 квітня 1994 року.